# Sofia Karemyr

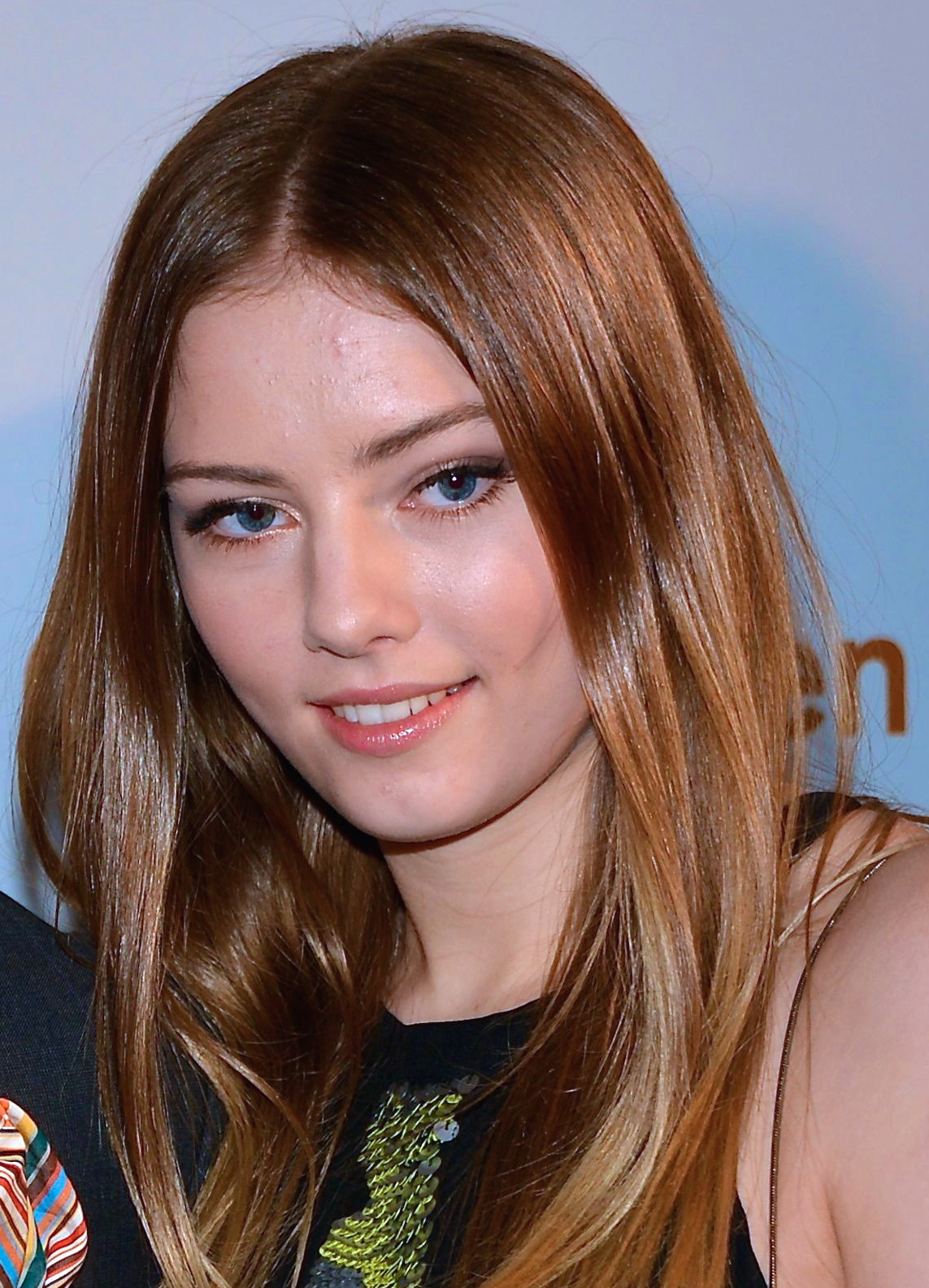
Sofia Karemyr, 2013

Emmy Sofia Oline Karemyr (* 1. Februar 1994) ist eine schwedische Schauspielerin.

## Leben und Karriere
Karemyr wurde am 1. Februar 1994 geboren. Sie besuchte die Östra Real Schule in Östermalm. Die Schauspielerei lernte sie an der  Calle Flygare Teaterskola in Norrmalm. Ihr Debüt gab sie 2012 in dem Film Call Girl. 2018 spielte sie in Astrid mit. Zwischen 2019 und 2020 bekam sie in Älska mig die Hauptrolle. 2020 trat sie in Partisan auf. Außerdem wurde Karemyr 2022 für die Serie The Playlist gecastet.

## Filmografie (Auswahl)
- 2012: Call Girl
- 2018: Astrid
- 2019–2020: Einfach Liebe – Onlinedates und Neuanfänge (Älska mig, Fernsehserie, 12 Episoden)
- 2020–2022: Partisan (Fernsehserie, 9 Episoden)
- 2021: Der Kommissar und das Meer (Kommissarien och havet, Fernsehserie, Episode 1x29)
- 2022: The Playlist (Fernsehserie, 4 Episoden)